# Frankenstein möter Varulven
Frankenstein möter Varulven (originaltitel: Frankenstein Meets the Wolf Man) är en amerikansk skräckfilm från 1943 i regi av Roy William Neill. I filmen spelar Bela Lugosi Frankensteins monster och Lon Chaney, Jr. varulven.

## Rollista i urval
- Lon Chaney, Jr. - Lawrence "Larry" Talbot / The Wolf Man
- Bela Lugosi - Frankensteins monster
- Ilona Massey - Baronessan Elsa Frankenstein
- Patric Knowles - Dr. Mannering
- Lionel Atwill - borgmästare
- Maria Ouspenskaya - Maleva, zigenarkvinna
- Dennis Hoey - kommissarie Owen
- Don Barclay - Franzec
- Rex Evans - Vazec
- Dwight Frye - Rudi
- Harry Stubbs - Guno